# Rabri
Rabri (IAST: Rabaḍī) es un postre que contiene leche condensada como principal ingrediente, originario del subcontinente indio. Se prepara a partir de rabadi (el cual se obtiene hirviendo la leche a fuego lento durante un largo tiempo hasta que la misma se vuelve densa y su color cambia a rosado claro); al cual se le agrega azúcar, especias y frutos secos para resaltar su sabor y luego se enfría antes de ser servido. El Rabri se utiliza también como ingrediente principal en otros postres, como el Rasabali, el Chhena kheeri, y el Khira sagara. La ciudad de Hathras, en el distrito de Mahamaya Nagar es famosa por el postre Rabri y otros postres preparados con ghee. Un postre similar al Rabri es el Basundi.

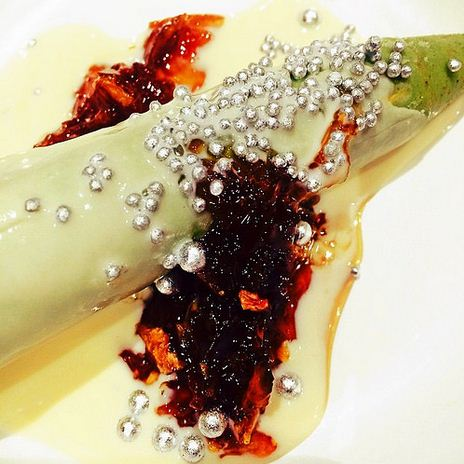
El helado tradicional Kulfi servido con Rabri y mermelada de pétalos de rosa gulkand.

Un plato derivado del tradicional Rabri es el Suvarna Rabdi. En su elaboración se utilizan la calabaza, con la cual se le da una apariencia similar al oro, y crema batida. Se sirve junto a semillas de vainilla.